# 池田太寅
池田 太寅（いけだ たいしん）は、江戸時代前期から中期にかけての岡山藩の家老。通称は刑部。建部池田家（森寺池田家）7代当主。

## 略歴
天和2年（1682年）7月2日、岡山藩家老池田宗春の嫡男として誕生。貞享2年（1685年）、父長尚の死により4歳で家督相続した。幼少のため、当初は家老森寺庄右衛門が名代となった。元禄11年（1698年）2月、母恵明院（日置金子）が死去した。元禄12年（1699年）、刑部と名を改める。元禄13年（1700年）、江戸家老となる。宝永元年（1704年）、日置忠明と共に、江戸藩邸を訪れた伯父の加賀藩家老今枝直方（忠明の弟で、母恵明院の兄）と初めて対面する。宝永3年（1706年）、仕置家老となる。
享保8年（1723年）10月9日没。享年42。家督は母方の従弟俊清（日置忠明末子）を養子に迎えた。正室てる（随松院）は寛保3年（1743年）没している。

## 系譜
- 父：池田宗春（1653-1685）
- 母：金子（?-1698） - 恵明院、日置忠治の娘
- 正室：てる（?-1743） - 随松院、伊木忠義の養女
- 養子
  - 男子：池田俊清（1707-1765） - 日置忠明の末子